# Rappler
Rappler (acrònim de les paraules rap i ripple) és un diari digital filipí amb seu a Pasig, a Metro Manila, fundat per la periodista Maria Ressa juntament amb un grup de periodistes filipins. Va començar com una pàgina de Facebook anomenada MovePH l'agost de 2011 i es va convertir en un lloc web l'1 de gener de 2012.
El 2018, el govern filipí van iniciar una sèrie de procediments legals contra Rappler. Rappler va al·legar que l'objectiu era silenciar les seves investigacions sobre corrupció per part dels funcionaris governamentals i càrrecs electes, sobre l'ús de bots i trols per afavorir el govern de Rodrigo Duterte, i per haver documentat les execucions extrajudicials de la guerra contra la droga a les Filipines.
L'octubre de 2021, la cofundadora de Rappler, Maria Ressa, i el periodista rus Dmitri Muràtov van rebre el Premi Nobel de la Pau per salvaguardar la llibertat d'expressió als seus països.